# Тимчасово окуповані території України

Україна
Країни-агресори: Росія та Білорусь, а також невизнана ПМР
Територія України площею ~44 000 км² (АР Крим, Севастополь та у Донецькій та Луганській областях), яка була окупована російськими окупаційними корпусами та регулярними військами ЗС РФ до
Територія України площею ~64 600 км², тимчасово окупована Росією та сателітами РФ з
Деокупована територія України площею ~40 000 км²

Тимчасово окупована територія України — частина міжнародно визнаної території України, на яку не поширюється фактичний контроль української влади внаслідок її окупації Росією під час російсько-української війни (спочатку в ході вторгнення в Крим, війни на сході, а згодом повномасштабного вторгнення).
Станом на 2021 рік під тимчасовою російською окупацією перебувало ~43 300 км², або 7 % української території, а саме Автономна Республіка Крим, місто Севастополь та частини Донецької та Луганської областей Протягом трьох місяців з початку російського вторгнення 2022 року ця площа зросла у 2,9 рази.
15 квітня 2014 року ВРУ визначила статус території АР Крим та Севастополя як тимчасово окупованих.
17 березня 2015 року ВРУ визнала окремі райони, міста, селища і села Донецької та Луганської областей також тимчасово окупованою територією.
Правовий режим тимчасового окупованої території визначає Закон «Про забезпечення прав і свобод громадян та правовий режим на тимчасово окупованій території України» з уточненнями закону про суверенітет України над Донбасом.
7 лютого 2019 року, Указом Президента України були точно визначені географічні координати лінії розмежування на Донбасі і перелік тимчасово окупованих територій на Донбасі.
Засоби масової інформації використовують для тимчасово окупованої території Донбасу як загальну абревіатуру ОРДіЛО, ОРДЛО («Окремі райони Донецької і Луганської областей»), так і окремі абревіатури для Донецької та Луганської областей — ОРДО і ОРЛО, а також Окремі райони Донбасу.
18 липня 2022 року, Верховна Рада України ухвалила закон, яким передбачено застосування загального формулювання «тимчасово окупована Російською Федерацією територія України» замість чинних «тимчасово окупована територія Автономної Республіки Крим та міста Севастополь» і «тимчасово окуповані території у Донецькій та Луганській областях».
Наказом  Мінреінтеграції України № 125 від 25 квітня 2023 року внесено зміни до Переліку територій, на яких ведуться бойові дії або тимчасово окупованих російською федерацією. Вказаний перелік був затверджений у грудні 2022 року та періодично оновлюється. Зміни до нього вносяться за погодженням із Міністерством оборони на підставі пропозицій відповідних обласних військових адміністрацій.
Росія проводить політику насильницького зросійщення окупованих нею територій України — у школах викладають тільки російською мовою навіть у повністю українськомовних населених пунктах. Українські підручники опинилися під забороною, а охочі вчитися українською змушені робити це потай від окупаційної влади.

## Територія
| Тимчасово окуповані території                    | Тимчасово окуповані території                | Період                | Населення | Площа      |
| ------------------------------------------------ | -------------------------------------------- | --------------------- | --------- | ---------- |
| Автономна Республіка Крим                        | Автономна Республіка Крим                    | 20.02.2014–           | 1 968 550 | 26 861 км² |
| Донецька область                                 | ОРДО                                         | 07.04.2014–           |           |            |
| Житомирська область                              | Житомирська область                          | 24.02.2022–04.04.2022 |           |            |
| Запорізька область                               | Запорізька область                           | 24.02.2022–           |           |            |
| Київська область                                 | Київська область                             | 24.02.2022–04.04.2022 |           |            |
| Луганська область                                | ОРЛО                                         | 29.04.2014–           | 2 167 802 | 8 377 км²  |
| Миколаївська область                             | Миколаївська область                         | 26.02.2022–           |           |            |
| Одеська область                                  | Одеська область                              | 24.02.2022–07.07.2022 | ≥ 30      | 0,214 км²  |
| Севастопольська міська рада                      | Севастопольська міська рада                  | 20.02.2014–           | 385 998   | 1 079 км²  |
| Сумська область                                  | Сумська область                              | 24.02.2022–06.04.2022 |           |            |
| Харківська область                               | Харківська область                           | 24.02.2022–           |           |            |
| Херсонська область                               | Херсонська область                           | 24.02.2022–           | 1 046 981 | 28 461 км² |
| Чернігівська область                             | Чернігівська область                         | 24.02.2022–04.04.2022 |           |            |
| Об'єкти в акваторії Чорного моря                 |                                              |                       |           |            |
| бурова вишка В-312 «Петро Годованець»            | бурова вишка В-312 «Петро Годованець»        | 19.03.2014–23.08.2023 | –         | –          |
| бурова вишка В-319 «Україна»                     | бурова вишка В-319 «Україна»                 | 19.03.2014–23.08.2023 | –         | –          |
| Окуповані території над якими повернуто контроль |                                              |                       |           |            |
| Донецька область                                 | Авдіївська міська рада                       | 28.04.2014–30.07.2014 |           |            |
| Донецька область                                 | Бахмутська міська рада                       | 24.04.2014–06.07.2014 |           |            |
| Донецька область                                 | Дружківська міська рада                      | 12.04.2014–05.07.2014 |           |            |
| Донецька область                                 | Костянтинівська міська рада                  | 28.04.2014–05.07.2014 |           |            |
| Донецька область                                 | Краматорська міська рада                     | 12.04.2014–05.07.2014 |           |            |
| Донецька область                                 | Маріупольська міська рада                    | 13.04.2014–13.06.2014 |           |            |
| Донецька область                                 | Лиманська міська рада                        | 12.04.2014–05.06.2014 |           |            |
| Донецька область                                 | Слов'янська міська рада                      | 12.04.2014–05.07.2014 |           |            |
| Донецька область                                 | Торецька міська рада                         | 15.04.2014–21.07.2014 |           |            |
|                                                  |                                              |                       |           |            |
| Луганська область                                | Лисичанська міська рада                      | 22.05.2014–24.07.2014 |           |            |
| Луганська область                                | Рубіжанська міська рада                      | 22.05.2014–21.07.2014 |           |            |
| Луганська область                                | Сєвєродонецька міська рада                   | 07.05.2014–22.07.2014 |           |            |
|                                                  |                                              |                       |           |            |
| Херсонська область                               | південна частина Стрілківської селищної ради | 15.03.2014–10.12.2014 |           |            |
| Херсонська область                               | південна частина Чаплинської селищної ради   | 15.03.2014–10.12.2014 |           |            |
| Херсонська область                               | південна частина Чонгарської сільської ради  | 10.03.2014–09.12.2014 |           |            |

### Автономна Республіка Кримта містоСевастополь
Російська окупація Криму розпочалась 20 лютого 2014 року 11 березня 2014 року Верховна Рада Автономної Республіки Крим і Севастопольська міська рада прийняли декларацію про незалежність Автономної Республіки Крим та міста Севастополя, яка створила невизнану державу Республіка Крим.
18 березня 2014 року о 16:00 в Георгіївському залі Великого Кремлівського палацу Президент Російської Федерації Володимир Путін, прем'єр-міністр самопроголошеної Республіки Крим Аксьонов, голова новоствореної «Державної Ради» самопроголошеної Республіки Крим Константинов, та представник сепаратистського керівництва Севастополя — громадянин РФ Чалий підписали так званий «Договір про прийняття Криму до складу Росії». 20 березня договір був ратифікований Державною думою РФ (майже одноголосно — проти виступив лише Ілля Пономарьов, чотири депутати не голосували), а 21 березня — Радою Федерації, і набув чинності. 11 квітня відповідні зміни були внесені до конституції Російської Федерації.

### Донецька область
| Бахмутський район: Вуглегірськ                                                                              | Малу східну частину Бахмутського району: Бахмут (окрім південно-західної частини міста), Світлодарськ, Соледар |  |
| Горлівський район: Бунге, Горлівка, Дебальцеве, Єнакієве, Жданівка, Сніжне, Хрестівка, Чистякове, Шахтарськ | Волноваський район: Волноваха, Рівнопіль                                                                       |  |
| Донецький район: Амвросіївка, Донецьк, Зугрес, Іловайськ, Макіївка, Моспине, Харцизьк, Ясинувата            | Маріупольський район: Маріуполь, Мангуш, Нікольське, Ялта                                                      |  |
| Кальміуський район: Бойківське, Докучаєвськ, Кальміуське, Новоазовськ, Оленівка                             | Покровський район: Авдіївка, Вугледар, Гірник, Красногорівка, Мар'їнка, Селидове, Українськ                    |  |
| Райони які були окуповані                                                                                   | |  |
| Краматорський район: Лиман, Святогірськ                                                                     | |  |
| Волноваський район: Урожайне, Старомайорське, Нескучне, Сторожеве, Макарівка                                | |  |
| Бахмутський район: Кліщіївка (частина села), Андріївка                                                      | |  |

### Житомирська область
Окупація розпочалась 24 лютого 2022 року одразу ж після того, як російські війська вторглися в Україну та почали захоплення частин Житомирської області.
| Північні райони Житомирської області, які були окуповані: |
| --------------------------------------------------------- |
| Коростенський район: Радча, Народичі, Рубежівка           |
| Житомирський район: Ставище                               |

### Запорізька область
26 лютого 2022 року місто Бердянськ було окуповано ворожими силами Російської Федерації, після чого 1 березня 2022 року Росія тимчасово окупувала місто Мелітополь. Російські війська також взяли в облогу і захопили місто Енергодар, де розташована Запорізька атомна електростанція, яка перейшла під контроль Російської Федерації 4 березня.
| Мелітопольський район: Мелітополь, Веселе, Якимівка, Костянтинівка, Приазовське, Астраханка               |
| Бердянський район: Бердянськ, Приморськ, Берестове, Чернігівка, Єлисеївка                                 |
| Василівський район: Василівка, Дніпрорудне, Кам'янка-Дніпровська, Енергодар, Михайлівка, Велика Білозерка |
| Пологівський район: Молочанськ, Пологи, Токмак, Розівка                                                   |
| Райони які були окуповані:                                                                                |
| Пологівський район: Роботине, Левадне, Новодарівка                                                        |
| Василівський район: П'ятихатки, Лобкове                                                                   |

### Київська область
Окупація розпочалась 24 лютого 2022 року одразу ж після того, як російські війська вторглися в Україну та почали захоплення частин Київської області.
| Райони Київської області, частини яких були окуповані: |
| ------------------------------------------------------ |
| Вишгородський район: Іванків                           |
| Бучанський район: Буча, Ірпінь, Гостомель              |
| Частково Броварський район                             |
| Частково Фастівський район                             |

### Луганська область
| Алчевський район: Алмазна, Алчевськ, Кипуче, Брянка, Зимогір’я, Зоринськ, Ірміно, Голубівка, Первомайськ, Перевальськ, Кадіївка, Слов'яносербськ | Щастинський район: Щастя, Новоайдар, Петропавлівка, Станиця Луганська                                                    |
| Довжанський район: Сорокине, Довжанськ, Суходільськ, Вознесенівка                                                                                | Старобільський район: Старобільськ, Білолуцьк, Новопсков, Марківка, Біловодськ                                           |
| Луганський район: Олександрівськ, Луганськ, Лутугине, Успенка, Молодогвардійськ                                                                  | Сватівський район: Сватове, Троїцьке, Лозно-Олександрівка, Білокуракине, Нижня Дуванка, Красноріченське                  |
| Ровеньківський район: Антрацит, Боково-Хрустальне, Хрустальний, Міусинськ, Петрово-Красносілля, Ровеньки                                         | Сіверськодонецький район: Гірське, Золоте, Кремінна, Лисичанськ, Новодружеськ, Попасна, Привілля, Рубіжне, Сєвєродонецьк |
| Райони які були окуповані | |
| Сєвєродонецький район: Білогорівка | |

3 липня 2022 року Луганська область була майже повністю окупована Російською Федерацією.

### Миколаївська область
Окупація розпочалась 26 лютого 2022 року після того, як російські війська вторглися в Україну та мали намір захопити місто Миколаїв і почали захоплювати окремі райони Миколаївської області, дійшовши лише до Вознесенська. В результаті спротиву окупантам адміністративний центр області місто Миколаїв не був захоплений російськими військами. Однак місто Снігурівка було захоплене і залишалося під контролем Російської Федерації до деокупації 10 листопада 2022 року. Декілька інших невеликих населених пунктів також були тимчасово захоплені російськими окупантами До 1 вересня 2022 року на тимчасово окупованих територіях регіону мало  запрацювати повна російська адміністрація, проте в ході деокупації ці плани не здійснені.
| Райони, міста та селища Миколаївської області, південно-східні частини яких були окуповані: | Райони, міста та селища Миколаївської області, південно-східні частини, які тимчасово окуповані: |
| ------------------------------------------------------------------------------------------- | ------------------------------------------------------------------------------------------------ |
| Баштанський район: Явкине, Снігурівка, Новопетрівка, Промінь                                | Миколаївський район: Кінбурнська коса, Кінбурнський півострів                                    |
| Миколаївський район: Благодатне, Центральне, Шевченкове, Воскресенське                      |                                                                                                  |

### Одеська область
У лютому 2022 року, під час російського вторгнення в Україну, острів Зміїний було окуповано росіянами, звільнене 7 липня 2022 року.
| Райони Одеської області, які були окуповані: |
| -------------------------------------------- |
| Ізмаїльський район: Селище Біле              |

### Сумська область
Окупація розпочалась 24 лютого 2022 року одразу ж після того, як російські війська вторглися в Україну та почали захоплення частин Сумської області.
| Райони Сумської області, які були окуповані: |
| --- |
| Шосткинський район |
| Конотопський район |
| Частково Охтирський район |
| Частково Роменський район: Вільшанська сільська громада, Коровинська сільська громада, Недригайлівська селищна громада, Роменська міська громада, Хмелівська сільська громада |
| Частково Сумський район |

### Харківська область
Окупація розпочалась 24 лютого 2022 року одразу ж після того, як російські війська вторглися в Україну та почали захоплення частин Харківської області.
| Райони Харківської області, які були окуповані:                        | Райони Харківської області, які наразі окуповані: |
| ---------------------------------------------------------------------- | ------------------------------------------------- |
| Богодухівський район                                                   | Куп'янський район: Тавільжанка                    |
| Чугуївський район: Вовчанськ, Чугуїв, Печеніги, Старий Салтів, Рубіжне |                                                   |
| Ізюмський район: Балаклія, Ізюм, Волохів Яр, Савинці, Бугаївка, Борова |                                                   |
| Харківський район: Дергачі, Руська Лозова, Липці, Козача Лопань        |                                                   |
| Куп'янський район: Куп’янськ, Великий Бурлук, Шевченкове, Ківшарівка   |                                                   |

### Херсонська область
Вперше окремі території Херсонської області були окуповані Збройними силами Росії під час захоплення Криму у лютому-березні 2014 року. Наприкінці лютого 2014 року росіяни зайшли на територію півостровів Чонгар та Ад на Перекопському перешийку, а 15 березня 2014 року окупували село Стрілкове у північній частині Арабатської стрілки, що адміністративно належить до Херсонської області.
24 лютого 2022 року російські війська з Криму вдерлися до Генічеського і Скадовського районів. Протягом перших днів наступу росіяни зайняли кілька найбільших міст області: Генічеськ, Скадовськ, Олешки, Каховку, Нову Каховку, Голу Пристань, а також мости через Дніпро і Північнокримський канал та Каховську ГЕС.
Більшість міст і містечок росіяни оточували, блокуючи в'їзди до них блокпостами, проте не заходячи до самих міст. Значні бої точилися за Антонівський міст, який сполучає Лівобережну Україну з Херсоном. Українська армія змушена була відступити під натиском ворога.
| Райони Херсонської області, які були окуповані: | Райони Херсонської області, які наразі окуповані:                                                                                     |
| --- | --- |
| Бериславський район: Берислав, Іванівка, Високопілля, Архангельське, Любимівка, Велика Олександрівка, Давидів Брід, Дудчани, Борозенське, Лозове, Сухий Ставок, Милове, Зміївка, Козацьке, Тягинка | Генічеський район: Генічеськ, Нижні Сірогози, Агаймани, Іванівка, Новотроїцьке, Новоолексіївка                                        |
| Херсонський район: Херсон, Антонівка, Зелений Гай, Чорнобаївка, Правдине, Станіслав, Олександрівка                                                                                                 | Каховський район: Каховка, Нова Каховка, Таврійськ, Верхній Рогачик, Велика Лепетиха, Горностаївка, Любимівка, Чаплинка, Асканія-Нова |
| | Скадовський район: Гола Пристань, Скадовськ, Нова Збур'ївка, Геройське, Лазурне, Залізний Порт, Каланчак                              |
| | Херсонський район: Олешки, Нова Маячка, Виноградове                                                                                   |

### Чернігівська область
Окупація розпочалась 24 лютого 2022 року одразу ж після того, як російські війська вторглися в Україну та почали захоплення частин Чернігівської області.
| Райони Чернігівської області, частини яких були окуповані:                                                                         |
| --- |
| Новгород-Сіверський район: Семенівка, Грем'яч, Жадове                                                                              |
| Корюківський район: Корюківка, Сновськ                                                                                             |
| Чернігівський район: Городня, Ріпки, Любеч, Михайло-Коцюбинське, Десна, Козелець                                                   |
| Ніжинський район: Бобровиця, Нова Басань, Макіївка                                                                                 |
| Прилуцький: Івангород, Талалаївка                                                                                                  |
| Дороги: Талалаївської, Сухополов'янської сільських громад, Срібнянської, Малодівицької селищних громад, Прилуцької міської громади |

## Правовий режим
Правовий режим тимчасового окупованої території визначає Закон України «Про забезпечення прав і свобод громадян та правовий режим на тимчасово окупованій території України». Згідно зі статтею 3 цього закону визначено межі тимчасово окупованої території:
1. сухопутна територія Автономної Республіки Крим та міста Севастополя, внутрішні води України цих територій;
2. внутрішні морські води і територіальне море України навколо Кримського півострова, територія виключної (морської) економічної зони України вздовж узбережжя Кримського півострова та прилеглого до узбережжя континентального шельфу України, на які поширюється юрисдикція органів державної влади України відповідно до норм міжнародного права, Конституції та законів України;
3. повітряний простір над вищезазначеними територіями.

Відповідно до статті 1 того ж закону тимчасово окупована територія України є невіддільною частиною території України, на яку поширюється дія Конституції та законів України.
17 березня 2015 року Верховна Рада також визнала тимчасово окупованими територіями окремі райони Донецької та Луганської областей. Їх правовий режим також визначає Закон «Про забезпечення прав і свобод громадян та правовий режим на тимчасово окупованій території України» з уточненнями закону про суверенітет України над ОРДЛО. Відповідно до цього закону визначений Законом України «Про забезпечення прав і свобод громадян та правовий режим на тимчасово окупованій території України» порядок регулювання правочинів поширюється з урахуванням необхідних змін (mutatis mutandis) на тимчасово окуповані території України у Донецькій та Луганській областях, крім порядку в'їзду осіб на тимчасово окуповані території у Донецькій та Луганській областях та виїзду з них та порядку територіальної підсудності справ, підсудних розташованим на тимчасово окупованих територіях у Донецькій та Луганській областях судам, що встановлюється відповідно до Закону України «Про здійснення правосуддя та кримінального провадження у зв'язку з проведенням антитерористичної операції».

### Забезпечення реалізації права на спадкування
У разі якщо останнім місцем проживання спадкодавця є тимчасово окупована територія, місцем відкриття спадщини є місце подання першої заяви, що свідчить про волевиявлення щодо спадкового майна, спадкоємців, виконавців заповіту, осіб, заінтересованих в охороні спадкового майна, або вимоги кредиторів. Якщо місце проживання спадкодавця невідоме, а нерухоме майно або основна його частина, у разі відсутності нерухомого майна — основна частина рухомого майна знаходиться на тимчасово окупованій території, місцем відкриття спадщини є місце подання першої заяви, що свідчить про волевиявлення щодо спадкового майна, спадкоємців, виконавців заповіту, осіб, зацікавлених в охороні спадкового майна, або вимоги кредиторів.

## Прикордонний контроль, режим відвідування та вантажоперевезень
Через пропускні пункти, контрольовані «ДНР» або «ЛНР», росіяни можуть пройти і за внутрішнім російським паспортом, однак такий в'їзд розглядається владою України як незаконний перетин державного кордону. Про те, який режим в'їзду і перебування встановили влади «ЛНР» і «ДНР» для громадян третіх країн і осіб без громадянства, відомостей немає.
Будь-які вантажні перевезення через кордон в обхід українського прикордонного контролю владою України вважаються незаконними. Економічне співробітництво з підприємствами, що знаходяться на окупованій території, також вважається незаконним і може бути розцінено як матеріальна і фінансова підтримка терористичних організацій. За співпрацю з транспортними підприємствами «ЛНР» і «ДНР», систематичні перевезення вантажів через закриті України прикордонні пункти пропуску «Ізварине», «Довжанський» і «Червона могила» в кінці вересня 2018 року РНБО і Мінекономрозвитку України ввели санкції проти деяких російських транспортних компаній.

## Реінтеграція
У листопаді 2017 року пройшов круглий стіл «Повернення окупованих територій Донбасу. Український план» за підтримки Інтерньюз-Україна, USAID та Української школи політичних студій. Про проблеми і способи реінтеграції висловився Єгор Фірсов. До проблем і викликів він відніс:
- 7 тис. км² замінованої території, що співмірно з площею Чернівецької області.
- Понад мільйон одиниць вогнепальної зброї на руках у населення.
- Повна інформаційна блокада протягом трьох років.
- Основна валюта — російський рубль.
- Школярі й студенти на предметах історії вивчають історію Росії та «рідного краю Л/ДНР».
- Оформлені сотні тисяч документів поза українським правовим полем.
- Занепад великих об'єктів індустрії — заводів, фабрик та підприємств.

Фірсов пропонує такі кроки для відновлення української влади:
- введення на трирічний термін військово-цивільних адміністрацій, що здійснюватимуть функції місцевих рад, міських голів і держадміністрацій; персонал адміністрацій вважається недопустимим набирати з осіб, що вірно прислужували окупантам.
- по закінченню трирічного терміну військово-цивільні адміністрації припинять роботу, мають бути провести місцеві вибори згідно з чинним законодавством, без жодних обмежень чи особливих умов.
- у питанні покарання та несення відповідальності, першочерговим пропонується обрати критерій — застосування особою зброї проти українських сил, а також організацію незаконних збройних формувань. Під цей критерій потрапляють учасники армійських корпусів, МДБ, тощо — близько 50 тис. чол.
- дію «Закону про амністію» пропонується поширити на представників міліції та прокуратури, які співпрацювали з окупаційним режимом, — для них буде запроваджені лише обмеження щодо обіймання державних посад.

18 січня 2018 року Верховна Рада України ухвалила закон «Про особливості державної політики із забезпечення державного суверенітету України над тимчасово окупованими територіями в Донецькій та Луганській областях».
- цей документ визнає Росію агресором і окупантом.
- дії РФ на території Донецької і Луганської областей у тексті закону названі «збройною агресією РФ».
- згідно з текстом закону, до тимчасово окупованих Росією територій у Донецькій та Луганській областях входять земля, річки, озера, внутрішні морські води, надра та повітряний простір над цими територіями.
- межі окупованих територій в цих областях, визначаються президентом за поданням Міністерства оборони, підготовленим на основі пропозицій Генштабу ЗСУ.
- наголошується, що тимчасова окупація Російською Федерацією територій України незалежно від її тривалості є незаконною і не створює для РФ жодних територіальних прав.
- закон визначає, що Україна визнаватиме лише два документи, які видаються на окупованій території: свідоцтва про народження і смерть.[43]
- відповідальність за моральну та матеріальну шкоду, завдану Україні та її громадянам покладається на Російську Федерацію. Особи, що брали участь у збройній агресії чи окупаційній адміністрації  РФ, несуть кримінальну відповідальність.
- за громадянами України зберігається право власності на окупованих територіях.
- у законі окрема увага приділяється запровадженню воєнного стану. У випадку введення воєнного стану координацію і контроль на окупованій території Донецької і Луганській областях областей здійснює Об'єднаний оперативний штаб ЗСУ за керівництва Генштабу. До ухвалення закону координацію здійснював АТЦ СБУ.
- в'їзд осіб, переміщення товарів і осіб на/з тимчасово окупованих території у Донецькій та Луганській областях визначається Кабміном та здійснюється через контрольні пункти в'їзду-виїзду. Право обмеження в'їзд/виїзду покладено на Командувача об'єднаних сил.
- перебування на окупованих територіях осіб, не залучених до оборони і відсічі/стримування збройної агресії РФ, допускається з дозволу Командувача об'єднаних сил.
- «Антитерористичну операцію може бути завершено у зв'язку із введенням воєнного чи надзвичайного стану або із початком здійснення заходів із забезпечення національної безпеки й оборони, відсічі і стримування збройної агресії Російської Федерації у Донецькій та Луганській областях»
- закон діє без шкоди для права України на тимчасово окуповану РФ територію АР Крим та Севастополя та заходів, спрямованих на відновлення територіальної цілісності України в межах її міжнародно визнаного державного кордону.

## Російська мобілізація
Від 2022 року Росія примусово мобілізувала до своєї армії від 55 до 60 тисяч чоловіків.